# Mitumbagomphus ferus
Mitumbagomphus ferus är en mångfotingart som beskrevs av Carl Graf Attems 1929. Mitumbagomphus ferus ingår i släktet Mitumbagomphus och familjen Gomphodesmidae. Inga underarter finns listade i Catalogue of Life.